# Bienvenida (Badajoz)
Bienvenida je španělské město situované v provincii Badajoz (autonomní společenství Extremadura).

## Poloha
Obec se nachází 106 km od města Badajoz. Krajina je zde suchá. Rostou zde duby, olivovníky, vinná réva, obilniny a různé menší dřeviny. Bienvenida patří do okresu Tentudía a spadá do soudního okresu Zafra. V obci se nachází barokní kostel zasvěcený Panně z Ángeles.

## Hospodářství
Obec se zaměřuje převážně na zemědělství a to konkrétně na pěstování obilovin, vinné révy a oliv.

## Historie
V roce 1594 tvořila obec součást provincie León de la Orden de Santiago. V roce 1834 byla připojena k soudnímu okresu Fuente de Cantos. V roce 1842 obec čítala 810 domácností a 2800 obyvatel.

## Demografie
| Populace obce Bienvenida z let (1842–2010) | Populace obce Bienvenida z let (1842–2010) | Populace obce Bienvenida z let (1842–2010) | Populace obce Bienvenida z let (1842–2010) | Populace obce Bienvenida z let (1842–2010) | Populace obce Bienvenida z let (1842–2010) | Populace obce Bienvenida z let (1842–2010) | Populace obce Bienvenida z let (1842–2010) | Populace obce Bienvenida z let (1842–2010) | Populace obce Bienvenida z let (1842–2010) | Populace obce Bienvenida z let (1842–2010) | Populace obce Bienvenida z let (1842–2010) | Populace obce Bienvenida z let (1842–2010) | Populace obce Bienvenida z let (1842–2010) | Populace obce Bienvenida z let (1842–2010) | Populace obce Bienvenida z let (1842–2010) | Populace obce Bienvenida z let (1842–2010) | Populace obce Bienvenida z let (1842–2010) |
| ------------------------------------------ | ------------------------------------------ | ------------------------------------------ | ------------------------------------------ | ------------------------------------------ | ------------------------------------------ | ------------------------------------------ | ------------------------------------------ | ------------------------------------------ | ------------------------------------------ | ------------------------------------------ | ------------------------------------------ | ------------------------------------------ | ------------------------------------------ | ------------------------------------------ | ------------------------------------------ | ------------------------------------------ | ------------------------------------------ |
| 1842                                       | 1857                                       | 1860                                       | 1877                                       | 1887                                       | 1897                                       | 1900                                       | 1910                                       | 1920                                       | 1930                                       | 1940                                       | 1950                                       | 1960                                       | 1970                                       | 1981                                       | 1991                                       | 2001                                       | 2010                                       |
| 2 800                                      | 3 370                                      | 3 335                                      | 3 947                                      | 4 604                                      | 4 554                                      | 4 852                                      | 4 956                                      | 5 522                                      | 6 051                                      | 6 373                                      | 7 209                                      | 5 293                                      | 4 717                                      | 2 603                                      | 2 316                                      | 2 342                                      | 2 332                                      |

## Svátky
Kultura obce je spojena s místní patronkou Pannou z Milagros. 8. září se slaví svátek na její počest.
- La Feria, první víkend v srpnu,
- Pouť Svatého Isidora (Romería de San Isidro), 15. květen,
- Svátek na počest patronky Panny z Milagros, 8. září,
- Concurso de tapas y migas, 20. prosinec.

## Odkazy

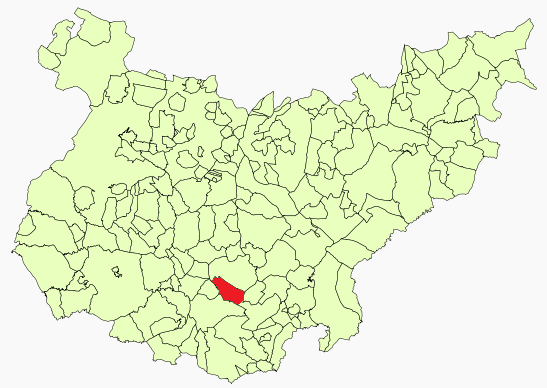
Poloha obce v provincii Badajoz